# Zamarada hyalinaria
Zamarada hyalinaria là một loài bướm đêm trong họ Geometridae.